# Frank Moore (Sportschütze)
Frank W. Moore (* 23. August 1851 in Lyme Regis; † 2. Mai 1926 in Maidenhead) war ein britischer Sportschütze.

## Erfolge
Frank Moore nahm an den Olympischen Spielen 1908 in London im Trap teil. Die Einzelkonkurrenz beendete er mit 52 Punkten auf dem zehnten Platz. Im Mannschaftswettbewerb belegte er mit der ersten britischen Mannschaft vor Kanada und der zweiten britischen Mannschaft den ersten Platz. Mit insgesamt 407 Punkten und damit zwei Punkten Vorsprung vor den Kanadiern hatten sich die Briten, deren Team neben Moore noch aus James Pike, Charles Palmer, John Postans, Alexander Maunder und Peter Easte bestand, die Goldmedaille gesichert. Moore war mit 60 Punkten der zweitschwächste Schütze der Mannschaft.